# Mondfinsternis vom 6./7. April 378 v. Chr.
Die in babylonischen Quellen notierte Mondfinsternis vom 6./7. April 378 v. Chr. gehört zur Gattung der ACT-Texte. Besondere Bedeutung erlangte diese Aufzeichnung durch Bezug auf den achämenidischen König Artaxerxes II. Heute befindet sich die Keilschrifttafel BM 45640 im British Museum zu London.

## Babylonische Erwähnung
Bei dem erwähnten astronomischen Ereignis handelte es sich um eine totale Mondfinsternis, die aufgrund der Angaben im Keilschrifttext genau zu datieren war. Die Mondfinsternis fiel in ein Schaltjahr des babylonischen Kalenders und begann in Babylonien am 6. April 378 v. Chr. gegen 22:00 Uhr (partielle Phase); etwa von 23:00 Uhr bis 00:15 Uhr dauerte die Totalitätsphase. Die partielle Phase der Mondfinsternis endete am 7. April etwa gegen 1:15 Uhr. Der Schreiber des babylonischen Keilschrifttextes vermerkte die genaue Zeitangabe der Mondfinsternis:

„[Artaxerxes II. 26. Jahr]: 15. Addaru II (1. Aprilgreg.), beginnend von Süden, 37 UŠ (etwa 148 Minuten) nach Sonnenuntergang, nach 15 UŠ (etwa 60 Minuten) Beginn der totalen (Mondfinsternis), 45 UŠ (?) (etwa 180 Minuten) Dauer der Finsternisphase, 14 Fingerbreiten vor (dem Sternbild) Jungfrau.“